# 緋室灯
緋室灯（ひむろあかり）は日本のテーブルトークRPG (TRPG) 作品、『ナイトウィザード』の多数のリプレイに登場するプレイヤーキャラクター(PC)の名前。架空の人物。演ずるプレイヤー及び、ボイスドラマ及びTVアニメ『ナイトウィザード The ANIMATION』における声優は小暮英麻。
『ナイトウィザード』（ルール第一版）リプレイ「紅き月の巫女」での初登場以来、ルール環境が「The 2nd Edition」に移行した現在まで、PCもしくはノンプレイヤーキャラクター(NPC)として活躍している。

## プロフィール
以下は、TRPGの『ナイトウィザード』（ルール第一版）のデータ記述に基づくプロフィールである。なお、ルール第二版『The 2nd Edition』のデータを《》囲みで併記した。
- 名前：緋室 灯 （ひむろ あかり)
- 性別：女
- 年齢：16歳《??歳》
- クラス：強化人間 《ウィザードクラス:強化人間、スタイルクラス:？》
- ワークス：《?》
- ふたつ名：静かなる緋
- 属性
  - 第一属性：地
  - 第二属性：風
- ライフパス
  - スパルタ式、破壊的な料理の腕前《出自:スパルタ式:特徴:？、生活:？:特徴:？》
- 性格：ふだんは冷徹だがいざとなると自分の欲望に忠実 《性格決定ルールは『The 2nd Edition』ではオプション扱いになっている》
- 髪の色：赤
- 瞳の色：赤
- 肌の色：黄
- 家族構成：ペット・どんぺり

## 人物像
物心つく前から、傭兵斡旋企業・絶滅社の特殊養育機関で育てられた。相手を倒すために調整された戦闘用強化人間として育成されてきたため、人としての感情に乏しい。日常にもそれは現れており、世間知らずを通り越した天然ボケな行動をよく取る。そのため、自身は進んで人と交わろうとしていないにもかかわらず、周囲からは（主に「いじられ役」として）人気がある。この無感情・無表情という灯の特徴や強化人間というクラスになったことについて、プレイヤーの小暮は「綾波レイみたいなキャラクターがやりたかった」と『紅き月の巫女』のプリプレイで語っている。
前世からの恋人である真行寺命とは少し良い仲。『紅き月の巫女』において、この命や、マユリ＝ヴァンシュタインらと行動を共にすることを通して、灯は人間らしい感情を持つようになる。
料理の腕は破壊的で、「手製のおむすびを食べた命が一時的な昏睡状態に陥った」「チョコレートを作ろうとしたら触れたものを溶解させる緑色の物体が誕生した（アンソロジーノベルやリプレイ『合わせ鏡の神子』ではなぜか吼えていた）」「命へのバレンタインデーのプレゼントとして作ったチョコレートが自走した上、ルー＝サイファーの力の断片である『獣の破片』を埋めこまれて世界中を破壊して回った」「ベール＝ゼファーを病院送りにした」など逸話には事欠かない。ちなみに灯の料理を食べて無事だった最初の人物はマユリで、それに感動してマユリに友情を感じるようになったようである（マユリによれば、灯の手料理を食べて生還したのは自分と命くらいだという）。アニメ版DVD初回限定版付録『月刊ナイトウィザード vol.4』には、魔導具として「あかりんのお弁当」が、エネミーとして「進化型あかりんのお弁当」が掲載されている。
なお、灯の容姿は、ルール第一版基本ルールブックに掲載されている強化人間のサンプルキャラクターを流用したものである。

### どんぺり
強化人間としての改造の副作用か、灯は強い殺戮衝動に駆られることがあるらしい。灯の不安定な心を安定させるため、絶滅社はペットとして1匹のフェレットを灯に与えた。これが「どんぺり」である。『紅き月の巫女』においてはマスコットキャラ的な立場であったが、後半、手品のネタとして命のヒルコでテーブルごと真っ二つにされ、そのまま本編中では二度と登場しなかった。生存が確認されたのは『合わせ鏡の神子』後半である。
イラストにおいては、二足歩行をしたり、釣竿と浮き輪を装備して砂浜を歩いたりと、どう考えてもフェレットとは思えない行動を取る事が多い。リプレイ『黒き星の皇子』の章間に挟まれた漫画「なぜなにないとうぃざーど!」（作：みかきみかこ）では壁に頭から叩きつけられて流血したりゴミ箱に放りこまれたりとぞんざいな扱いを受け、アンソロジーノベル集『大魔王は、世界滅亡の夢を見るか?』のカラーイラストでも、頭から灯お手製のチョコを被って苦悶するどんぺりが登場している。
アニメ版のアンソロジーノベル集『魔法使いと、休日の過ごし方』内の一編『マドレーヌ～どんぺりの苦悩～』（作：吉村清子）にて、細かい人物像が描かれたが、菊池たけしは後書きの解説で「漢」と評している。

### 使用武器
基本的には砲撃戦闘用箒「ガンナーズ・ブルーム」を使用している。
『合わせ鏡の神子』においてはアンゼロットからアンブラ社の最新鋭箒「エンジェルシード」を貸与され、劇中はずっと使用していた。プレイヤーの小暮は、リプレイ内の一人芝居によって巧いことエンジェルシードを貰ってしまおうと考えていたようだが、後のリプレイに出てきたNPCの灯はエンジェルシードではなくガンナーズブルームを振るっていた事から、目論見は失敗したようである。
その後の灯のガンナーズブルームは、ボイスドラマ『シュヴェルトライテの槍』で同作オリジナルの（＝公式ルールには存在しない）装備として強化型砲身「パワードバレル」や、パワードバレル専用の特殊弾「ディフージョン・フレシェット」などが追加されるなどパワーアップを重ねている。

## 経歴

### 紅き月の巫女
灯は「紅き月の巫女」の宿命を背負った人間である。
紅き月の巫女とは、「六柱の巫女」と並ぶ7人の巫女のうち地属性の巫女であり、魔王アスモデートの魔力を六分割した「柱」を開放する錠前の役割をもつ。儀式の間に六柱の巫女を括り、錠前たる紅き月の巫女を鍵たる魔剣「ヒルコ」によって貫き縫いとめることで柱の封印は開放される。過去、幾度となくアスモデートの「柱」により世界が滅亡しようとした際、ヒルコの使い手たる命により紅き月の巫女である灯は殺害され続けてきた。
そしていつの時代においても命と灯は恋仲であったが、これはかつて「柱」を封じた神の移し身であるTISにより、エミュレイター側の勇者である命を人間として繋ぎとめるため、互いに惹かれあうように仕組まれたものであった。
リプレイ『紅き月の巫女』の終幕と共に、灯は紅き月の巫女の宿命から解放されたかに見えた。しかし「柱」そのものはアンゼロット宮殿に保管された状態で残り、最終的な解決は「柱」がマユリたちによって完全に破壊された『聖なる夜に小さな願いを』に持ち越されることになる。また、紅き月の巫女であるがゆえに灯が有する膨大なプラーナは、『合わせ鏡の神子』にてルー＝サイファーに狙われることになる。

### 第二次古代神戦争
マジカル・ウォーフェア終結前後の時期、第一世界ラース＝フェリアが侵魔とは異なる敵「冥魔」によって事実上陥落するという事件が起きる。アンゼロットはこれに対処するため、灯をはじめとする有力なウィザードに招集をかけ、第一世界の救援に投入せんとした。しかし冥魔陣営の攻撃は激しく、その中で灯は柊蓮司と共に、冥刻王メイオルティスが第八世界に向う姿を目撃する。第八世界の危機を感じ取った柊の指示もあり、灯は第一世界への遠征を断念し、単身降下した柊を除く他のウィザードと共に第八世界に撤退した（『シェローティアの空砦』）。
第八世界に戻った灯は、絶滅社のエージェントとして活動を再開したが、その年の暮れ、マユリと共に命の見舞いに訪れた矢先、メイオルティスと手を結び命の肉体を乗っ取ったアスモデートに刺され、重傷を負ってしまう。マユリたちの奮闘によってアスモデートは再び倒されたが、その直前、アンゼロット宮殿から強奪した「柱」を使って狭界の中立地帯「ラビリンスシティ」の世界結界に穴を空け、メイオルティス侵寇のきっかけを作ってしまった。病み上がりの身をおして再び前線に立った灯は、命や赤羽くれは、ベール＝ゼファー、ルー＝サイファーらと共にメイオルティスの前に立ちはだかり、これを撃退することに成功した（『聖なる夜に小さな願いを』及びボイスドラマ『蘇りし友、来たり』）。
メイオルティスとの一戦から程なく、灯は命と共に輝明学園秋葉原校高等部を卒業。ウィザードとしての活動のかたわら、命が世界魔術協会の援助で開業した喫茶店「天使の種籾」を手伝っている（ボイスドラマ『タイム・トゥ・セイ・グッバイ』）。その高い戦闘力は健在で、『シュヴェルトライテの槍』ではサクラ＝ヴァンシュタインを一度は一蹴している。
『蘇りし友、来たり』以降はくれはの命で行動する場面が見られるようになったが、輝明学園卒業直前の時期という設定の小説『世界の危機の中心で愛を食べる』では絶滅社に引き続き籍を置いている事が明示され、『ふたつの終わり、ひとつの始まり』でも命と共に絶滅社側に加勢し、ローマ聖王庁側についたマユリと戦っている。

## 登場リプレイ
2011年1月現在。NPCとして登場した作品については省略している。
紅き月の巫女
『ナイトウィザード』の初文庫リプレイ。
合わせ鏡の神子
『ナイトウィザード』のリプレイ巫女シリーズ最終章、通称「あわせみこ」。